# مسلم مقصودی
مسلم مقصودی (زادهٔ ۱۳۷۴) بوکسور ایرانی اهل شهرستان ایذه، خوزستان است. او در نخستین سال فعالیتش مقام دوم مسابقات بوکس جوانان ایران را کسب کرد و در سال ۱۳۹۲ نیز به اردوی تیم ملی بوکس ایران دعوت شد.
مقصودی در سال ۱۳۹۵ قهرمان مسابقات بوکس بزرگسالان ایران شد. سپس در سال‌های ۱۳۹۸ و ۱۳۹۹ چندین بار با تیم ملی ایران به مربی‌گری علیرضا استکی در مسابقات مختلف جهانی شرکت کرد. او در مسابقات جام احمد کومرت ترکیه موفق به کسب مدال نقره شد.

## زندگی‌نامه
مقصودی در سال ۱۳۷۴ در شهرستان ایذه، در استان خوزستان ایران متولد شد. او فعالیت خود در ورزش بوکس را از سال ۱۳۹۰ آغاز کرد و در سال نخست از فعالیت خود مقام دوم جوانان ایران را کسب کرد و در سال ۱۳۹۲ نیز به اردوی تیم ملی بوکس ایران دعوت شد، اما از راه‌یافتن به مسابقات جهانی بازماند. مقصودی متعاقباً در سال ۱۳۹۵ با تیم بوکس زاهدان در مسابقات قهرمانی کشور در سنندج شرکت کرد و مقام نخست ایران را کسب کرد. پس از کسب این قهرمانی، مقصودی در سال ۱۳۹۶ باری دیگر به اردوی تیم ملی ایران دعوت شد و در نهایت در سال ۲۰۱۹ در کنار ورزشکارانی همچون احسان روزبهانی، در در وزن ۶۳ کیلوگرم مسابقات جهانی که در روسیه برگزار شد، شرکت کرد، اما در روزهای نخست مسابقات و در اولین رقابت خود، با شکست مقابل وونگ سوان، بوکسور تایلندی، از دور مسابقات حذف شد.
مقصودی در دی ۱۳۹۸ همراه با تیم ملی بوکس ایران به مربی‌گری علیرضا استکی در مسابقات جام احمد کومرت در ترکیه حاضر شد و با کناره‌گیری حریف ترکیه‌ای در مرحلهٔ نیمه‌نهایی، به فینال این مسابقات در وزن ۶۹ کیلوگرم راه یافته و مدال نقرهٔ مسابقات را کسب کرد. مقصودی در میانه‌های سال ۱۳۹۹ بار دیگر به اردوی تیم ملی دعوت شد و سپس برای حضور در رقابت‌های گزینشی المپیک در وزن ۶۹ کیلوگرم در ترکیب تیم ملی بوکس ایران قرار گرفت.